# Gary Clark (baloncestista)
Gary Clark Jr. (Smithfield, Carolina del Norte, 16 de noviembre de 1994) es un baloncestista estadounidense que pertenece a la plantilla de los Illawarra Hawks de la NBL Australia. Con 1,98 metros de estatura, juega en la posición de ala-pívot.

## Trayectoria deportiva

### Universidad
Jugó cuatro temporadas con los Bearcats de la Universidad de Cincinnati, en las que promedió 10,5 puntos, 8,1 rebotes, 2,0 asistencias, 1,3 tapones y 1,2 robos de balón por partido. En su primera temporada fue incluido en el mejor quinteto de rookies de la American Athletic Conference, mientras que en 2016 y 2018 era elegido como mejor defensor de la conferencia. Para rematar, en su último año fue además elegido Jugador del Año de la AAC.

#### Estadísticas
| Año     | Equipo     | PJ  | PT  | MPP  | %TC  | %3P  | %TL  | RPP | APP | ROB | TPP | PPP  |
| ------- | ---------- | --- | --- | ---- | ---- | ---- | ---- | --- | --- | --- | --- | ---- |
| 2014–15 | Cincinnati | 34  | 34  | 27.8 | .524 | .000 | .625 | 7.2 | 1.7 | 1.0 | 1.3 | 7.8  |
| 2015–16 | Cincinnati | 33  | 32  | 30.4 | .519 | .520 | .387 | 8.8 | 2.1 | 1.2 | 1.5 | 10.4 |
| 2016–17 | Cincinnati | 36  | 35  | 28.6 | .529 | .286 | .697 | 7.9 | 2.1 | 1.0 | 1.2 | 10.8 |
| 2017–18 | Cincinnati | 36  | 36  | 28.5 | .526 | .435 | .741 | 8.7 | 2.1 | 1.4 | 1.2 | 12.9 |
| Total   | Total      | 139 | 137 | 28.8 | .525 | .383 | .698 | 8.1 | 2.0 | 1.2 | 1.3 | 10.5 |

### Profesional
Tras no ser elegido en el Draft de la NBA de 2018, el 22 de junio firmó un contrato dual con los Houston Rockets y su filial en la G League, los Rio Grande Valley Vipers. Tras temporadas y media en Houston, el 7 de enero de 2020, es cortado por los Rockets.
El 14 de enero, firma un contrato de 10 días con Orlando Magic, renovando por otros 10 días el 29 de enero, y firmando por el resto de la temporada el 8 de febrero. Tras disputar unos buenos playoffs, el 23 de noviembre de 2020, los Magic anuncian la renovación de Clark de cara a la temporada 2020-21.
El 25 de marzo de 2021, Clark y Aaron Gordon fueron traspasados a Denver Nuggets a cambio de Gary Harris y R. J. Hampton. Fue despedido el 8 de abril, habiendo disputado tan solo dos partidos con los Nuggets.
El 11 de mayo de 2021 firmó un contrato dual con los Philadelphia 76ers hasta final de temporada, disputando dos encuentros.
El 5 de noviembre de 2021, firma con Capitanes de Ciudad de México de la NBA G League. En 8 encuentros, promedió 14,4 puntos y 6,9 rebotes por partido. El 3 de diciembre, firma por los New Orleans Pelicans, convirtiéndose en el primer jugador de Capitanes en ser llamado para la NBA. Pero tras 8 encuentros, el 7 de enero, es cortado por los Pelicans. Firmando, dos días más tarde, un contrato dual con el equipo de New Orleans.
Para la temporada 2002-23 regresa con los Capitanes de Ciudad de México de la NBA G-League.
El 24 de junio de 2023 firmó con Illawarra Hawks en Australia para la temporada 2023-24 de la NBL.

### Selección nacional
En septiembre de 2022 disputó con el combinado absoluto estadounidense el FIBA AmeriCup de 2022, ganando el bronce al ganar la final de consolación ante el combinado canadiense.

## Estadísticas de su carrera en la NBA

### Temporada regular
| Año     | Equipo       | PJ  | PT | MPP  | %TC  | %3P  | %TL   | RPP | APP | ROB | TPP | PPP |
| ------- | ------------ | --- | -- | ---- | ---- | ---- | ----- | --- | --- | --- | --- | --- |
| 2018-19 | Houston      | 51  | 2  | 12.6 | .331 | .297 | 1.000 | 2.3 | .4  | .4  | .5  | 2.9 |
| 2019-20 | Houston      | 18  | 0  | 11.8 | .390 | .353 | .857  | 2.2 | .7  | .1  | .4  | 3.9 |
| 2019-20 | Orlando      | 24  | 5  | 14.8 | .419 | .350 | 1.000 | 2.9 | .2  | .2  | .6  | 3.6 |
| 2020-21 | Orlando      | 35  | 11 | 18.2 | .305 | .287 | .800  | 3.2 | .9  | .3  | .2  | 3.4 |
| 2020-21 | Denver       | 2   | 0  | 2.0  | –    | –    | –     | .5  | .0  | .0  | .0  | 0.0 |
| 2020-21 | Philadelphia | 2   | 0  | 6.5  | .000 | .000 | –     | 1.0 | .5  | .5  | .0  | 0.0 |
| 2021-22 | New Orleans  | 38  | 1  | 9.9  | .375 | .400 | .700  | 2.4 | .5  | .3  | .2  | 2.7 |
| Total   | Total        | 170 | 19 | 13.2 | .351 | .326 | .838  | 2.5 | .5  | .3  | .4  | 3.1 |

### Playoffs
| Año   | Equipo  | PJ | PT | MPP  | %TC  | %3P  | %TL  | RPP | APP | ROB | TPP | PPP |
| ----- | ------- | -- | -- | ---- | ---- | ---- | ---- | --- | --- | --- | --- | --- |
| 2019  | Houston | 2  | 0  | 2.0  | .000 | .000 | .000 | .5  | .0  | .0  | .0  | .0  |
| 2020  | Orlando | 5  | 5  | 28.8 | .333 | 344  | .800 | 5.6 | 1.4 | 1.0 | .4  | 7.4 |
| Total | Total   | 7  | 5  | 21.1 | .333 | .344 | .800 | 4.1 | 1.0 | .7  | .3  | 5.3 |